# David Juříček

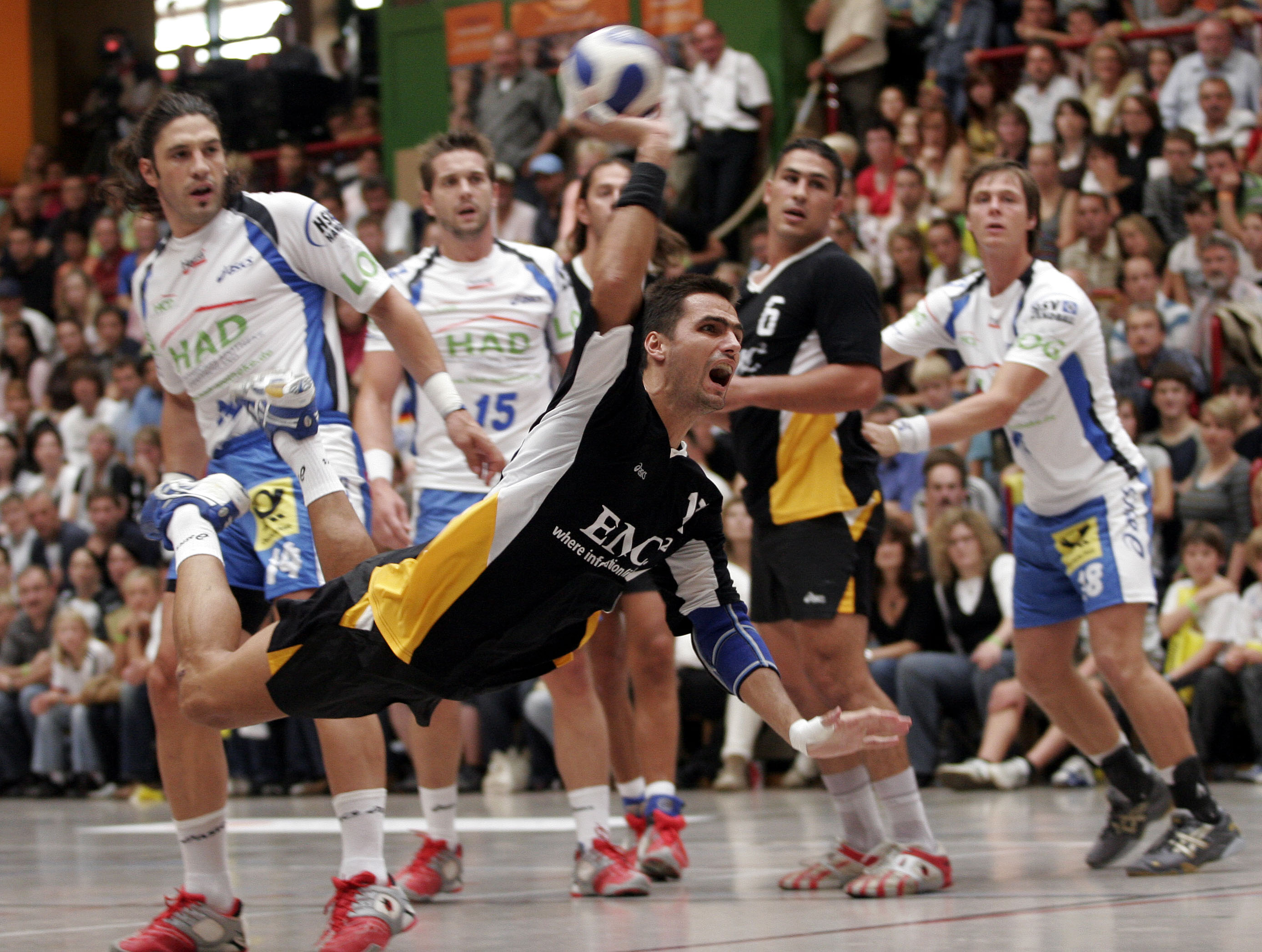
David Juříček med Montpellier HB, 2007.

David Juříček, född 8 augusti 1974 i Olomouc i dåvarande Tjeckoslovakien, är en tjeckisk före detta handbollsspelare (mittsexa). Från 2001 till 2013 spelade han 148 landskamper och gjorde 460 mål för Tjeckiens landslag. Han blev uttagen till all star-team som bästa mittsexa vid VM 2005 i Tunisien.